# Црква Светог архангела Гаврила у Рељану
 Храм Светог архангела Гаврила је српска православна црква која се налази у Рељану, општина Прешево.

## Историјат
Црква је подигнута на развалинама старијем храма, 1898. године, а према писању српског историчара Јована Хаџи-Васиљевића, стара црква била морала је бити велика и лепа.
У унутрашњости храма налази се натпис :
„1899 г. овај храм Св. Арханђел Гаврил подиже се за време владавине султана Абдул Хамид-Хана и управитеља скопске Епархије, архимандрита Фирмалијана, тутора Мите Ђорђевића из села Жујинце, који су подигли цркву Рељан, Жујинце, Стрезовце, Големи Дол, Буштиње, Братоселце. Мајстор Јанча Васић из Тресонче и В. Д. Зетко Дамчић, сврши се 1900.”
Црквени иконостас краси 40 икона и још четири престоне иконе. Црква има хромолитографију из Одесе, као и велики број грчких штампанх икона на папиру. Зидно сликарство у цркви је веома оштећено, а остаци живописа су раније премазивани лаком, па су фреске тешко видљиве и непрепознатљиве.
Сликар Т. И. Буџароски потписао се на представи Богородице у склопу царских двери као дуборезац и зограф, са годином осликавања, 1900. године.
Храм је на своју стогодишњицу, 2000. године обновљен, његова спољашња фасада и кров, а у периоду од 2010. до 2012. извршено је унутрашње уређење цркве и постављен нови мермерни под.